# Poul Bogs Larsen
Poul Carl Alfred Georg Bogs Larsen var en dansk atlet for Frederiksberg IF. Han var dansk mester i kuglestød 1947-1950, men har også taget flere DM-medaljer i spydkast.
Poul Bogs blev under besættelsen af Danmark to gange arresteret af dansk politi og udleveret 15. september 1943 til det tyske Gestapo til dødsdom.
Poul Bogs er far til europamesteren i boksning Tom Bogs og Maibritt Bogs, som vandt det danske mesterskab i diskoskast i 1977.